# ミゲル・アンヘル・エスピネル
ミゲル・アンヘル・エスピネル・ロメロ(Miguel Ángel Espinel Romero, 1895年12月4日 - 1968年2月21日)は、ベネズエラの作曲家。タチラ州の州歌の作曲で知られる。

## 略歴
タチラ州サン・クリストバルに生まれる。地元のイエス聖心大学に通いつつ、父親や地元の音楽教師らに音楽の手ほどきを受ける。。 

### 歌のTáchira
1912年12月にタチラ州の長であるペドロ・ムリーリョが新しい州歌の作曲コンクールを催し、エスピネルは偽名で作品を応募して採用された。作品は、ラモン・エウジェニオ・ヴァルガスの歌詞がつけられ、1913年にお披露目されている。

### カラカス
州歌の作曲コンクールでの首尾の良さを受けて、1914年から専門的な音楽教育を受けるべくカラカスの音楽院に行き、ヴァイオリンを専攻する。カラカスではパドロ・エリアス・グティエレスの指揮するマーチ・バンドや市立劇場のオーケストラに団員として参加した。

### 教育
1920年代に入って、ヨーロッパに遊学し、帰国後は母校のカラカス音楽院の院長に就任した。カラカス音楽院の在任中には、ホセ・クレメンテ・ラーヤやルイス・フェリペ・ラモン・イ・リベラといった門下生を育てている。
1932年にはサン・クリストバルに戻り 、パラシオ音楽院で教鞭をとるようになった。そこでは、フディス・ハイメスをの才能を見い出している。
カラカスにて没。

## 一部の作品
- の顔の父国 (月)
- のLas (ワルツ)
- NereidsのTorbes (ワルツ)
- カラカス美 (ワルツ)
- 月19日 (ワルツ)
- 夏の夜